# Gustav Graef
Gustav Graef (14 décembre 1821 à Königsberg - 6 janvier 1895 à Berlin) était un artiste peintre prussien, spécialisé dans le portrait de personnages historiques. Il a étudié avec Friedrich Wilhelm Schadow à l'Académie des beaux-arts de Düsseldorf. Sa fille est la peintre Sabine Lepsius.